# Lamborghini Sián FKP 37
Lamborghini Sián FKP 37 este o mașină sport hibridă cu motor central produs de producătorul italian de automobile Lamborghini. Dezvăluit online la 3 septembrie 2019, Sián este primul vehicul hibrid de producție produs de marcă Automobili Lamborghini.